# Плиеньциемс
Пли́еньциемс (латыш. Plieņciems) — населённый пункт («среднее село», латыш. vidējciems) в Энгурской волости Тукумского края Латвии. Расположен на побережье Рижского залива.
От остальных приморских поселков Плиеньциемс отличается тем, что защищён от морских ветров огромной дюной.
Дворяне выбрали эти места для своего отдыха ещё во времена герцогов. У Екатерины Великой здесь было загородное имение. В 1810 году здесь шесть недель провела супруга императора Александра I Елизавета Алексеевна.
В советские времена Плиеньциемс был рыбацким посёлком. С 1988 по 1990 г. каждое лето в посёлке снимал дачу Виктор Цой. Здесь он написал такие знаменитые песни, как «Кукушка». Сюда он и возвращался с рыбалки в день гибели.